# Het schrikkelspook
Het schrikkelspook is een stripverhaal uit de reeks van Suske en Wiske. Het is geschreven door Peter Van Gucht.

## Personages
In dit verhaal spelen de volgende personages mee:
- Suske, Wiske, tante Sidonia, Lambik, Jerom, professor Barabas, Sebrecum, Heinrich Von Fleugellam, Kate, commandant van Duitse luchtmacht, soldaten, conservator van het vliegtuigmuseum (vriend van professor Barabas), madam Tack, Coco (papegaai), Paula (ezel), Cheri (poedel), George, soldaat Bratwurst[2]

## Locaties
Dit verhaal speelt zich af op de volgende locaties:
- de Westhoek, Koksijde, Kiekegem, veldhospitaal, het vliegende circus (Duits kamp), het laboratorium van professor Barabas, vliegtuigmuseum, loopgraven met officiershut

## Uitvindingen
In dit verhaal spelen de volgende uitvindingen van professor Barabas een rol:
- de teletijdmachine met overrulers, de teledresser, tijdstablet, bellenblazer, genetische versneller, schuimkogels

## Het verhaal
Lambik neemt Suske, Wiske en tante Sidonia mee met zijn nieuwe vliegtuigje en vliegt over de Westhoek. Wiske ziet een militaire begraafplaats uit Eerste Wereldoorlog en als Lambik terug wil vliegen, zien de vrienden een brandend vliegtuig naderen. Ze komen in een vuurgevecht terecht, maar dan blijkt het om een spookvliegtuig te gaan en de vrienden blijven ongedeerd. Lambik landt bij een bos waar het spookvliegtuig terechtkwam en de vrienden zien een lichtschijnsel. Het is Heinrich, een spook van een Duitse piloot uit de Eerste Wereldoorlog en hij legt uit dat hij verblind is door liefdesverdriet. In 1914 wilde hij graag piloot worden, maar zakte voor het vliegexamen. Daarna ontmoette hij de demon Sebrecum die altijd actief wordt in tijden van oorlog. In ruil voor het zaaien van dood en verderf zou de demon Heinrich vliegtalent geven. Heinrich kreeg al snel een eigen eskader, Jagdstaffel 13, waarin alleen de Azen werden toegelaten. 
Na een tijd kreeg Heinrich schuldgevoelens en laat veel vijanden ontsnappen, maar Sebrecum merkte dat ze minder zielen krijgt aangeboden en schiet Heinrich zelf uit de lucht. Heinrich wordt een krijgsgevangene en wordt verzorgd in het veldhospitaal van Kiekegem. Hij wordt verliefd op de Engelse verpleegster Kate, maar hierdoor wordt Sebrecum nog kwader. Sebrecum vermomde zich als Duitser en ruilt Heinrich voor een Engelse krijgsgevangene. Op 28 februari 1916 wordt hij naar het vliegende circus gebracht en Sebrecum vertelt de overste van Heinrich dat het veldhospitaal een dekmantel is voor een geheim wapen. Heinrich krijgt de opdracht het veldhospitaal op 1 maart te bombarderen en stuurt een postduif naar Kate. Na het bombardement blijkt dat het een schrikkeljaar is en Heinrich heeft per ongeluk het veldhospitaal op 29 februari gebombardeerd. Hij krijgt complimenten van zijn commandant, omdat zijn spionnen ontdekt hadden dat het kamp gewaarschuwd was.
Sebrecum heeft veel zielen te pakken gekregen door de actie en Heinrich laat zijn vliegtuig met opzet neerstorten op de plaats des onheils. Elke vier jaar komt Heinrich op de schrikkeldag terug en tante Sidonia belooft hem te helpen. Sebrecum heeft alles gehoord en zal er alles aan doen om de vrienden te stoppen, want ze kan eeuwig leven van de zwervende ziel van Heinrich. Lambik kan de demon afschudden en de vrienden gaan naar professor Barabas, maar hij wil het verleden niet veranderen en weigert het gebruik van de teletijdmachine. Suske, Wiske en tante Sidonia gaan 's nachts stiekem terug en schakelen de overrulers in zodat ze niet terug geflitst kunnen worden. Dankzij de teledresser, een nieuwe uitvinding van professor Barabas zijn de vrienden voorzien van kleding uit de tijd waar ze heen reizen. Sebrecum voelt dat er door de tijd gereisd wordt en gaat ook naar het verleden.
Tante Sidonia wil Heinrich waarschuwen en stuurt Suske en Wiske naar het veldhospitaal om te waarschuwen dat het kamp een dag eerder gebombardeerd zal worden. Tante Sidonia vermomt zich als zuster en vertelt Heinrich dat het een schrikkeljaar is. Sebrecum vermomt zich als officier Klankmann, een Duitse militair, en vertelt de commandant dat het veldhospitaal gewaarschuwd is over het bombardement. De commandant wil voorkomen dat het geheime wapen verhuisd wordt, maar Heinrich zegt dat dit niet bestaat en de actie in strijd met het Verdrag van Geneve is. Professor Barabas ontdekt dat de vrienden toch naar het verleden zijn gereisd ziet tante Sidonia op het beeldscherm. Ze wil de vliegtuigen onklaar maken, zodat deze geen wraak kunnen nemen op Heinrich als blijkt dat hij deserteert. Professor Barabas besluit tante Sidonia terug te flitsen. Hij wil dat Lambik met een vliegtuig door een tijdspoort vliegt, die hij kan maken met de tijdstablet, en samen met Jerom op zoek gaat naar de kinderen.
Tante Sidonia heeft suiker in de brandstoftanks van de vliegtuigen gegooid en Sebrecum volgt Heinrich in het enige vliegtuig dat nog te gebruiken is. Ze waarschuwt dat er twee kinderen op weg zijn naar het kamp en de commandant gaat met de zeppelin op zoek naar hen. Professor Barabas gebruikt de tijdstablet zelf als hij ziet dat tante Sidonia tegen de muur wordt gezet en kan voorkomen dat ze wordt doodgeschoten. Een kogel raakt de tijdstablet en professor Barabas en tante Sidonia kunnen ontkomen dankzij nieuwe uitvindingen, waarmee ze in een grote bel wegvliegen. Een genetische versneller zorgt voor de snelle groei van een oerwoud, waardoor de Duitsers worden opgehouden. Heinrich waarschuwt de mensen in het veldhospitaal door laag over te vliegen, maar wordt dan beschoten door Sebrecum. Suske en Wiske worden gezien door George, een Engelsman, en madam Tack voorkomt dat hij Suske neerschiet. Ze legt uit dat George lijdt aan shellshock, zelf brengt ze vaak koffie naar het front.
Het gezelschap wordt beschoten door de zeppelin en Suske en Wiske kunnen nog net op tijd in een tank klimmen. Het lukt Suske om de zeppelin uit de lucht te schieten en de Duitsers kunnen zich in het water in veiligheid brengen. Sebrecum schiet het vliegtuig van Heinrich uit de lucht en Suske en Wiske halen hem uit het brandende wrak. Ze kunnen zich verstoppen in een loopgraaf en komen in een officiershut terecht. Ze zien hoe bommenwerpers op weg zijn naar het veldhospitaal, maar dan vallen Lambik en Jerom hen aan met speciale schuimkogels. Sebrecum valt hen aan, maar door Jerom stort haar vliegtuig neer. De Duitse militairen ontdekken dat Suske, Wiske en Heinrich zich in de onderaardse verblijven hebben verstopt en de vrienden proberen via een geheime gang ontsnappen. De Duitse militairen zien de vrienden, maar Jerom bindt ze met prikkeldraad vast. Lambik is terechtgekomen in een luchtgevecht met Sebrecum en gebruikt zijn brandende vliegtuig om de demon te verslaan.
Jerom voorkomt dat Lambik te pletter stort en ze willen de kinderen zoeken. Suske blijft bij de gewonde Heinrich, terwijl Wiske het veldhospitaal probeert te waarschuwen voor de bommenwerpers die inmiddels verlost zijn van het schuim. Heinrich stuurt Suske achter Wiske aan om te voorkomen dat ook zij gedood wordt in het bombardement. Heinrich vertelt Lambik en Jerom wat er aan de hand is, maar dan landt de demon Sebrecum en dreigt een gasgranaat met chloorgas te laten ontploffen. Professor Barabas heeft de tijdstablet hersteld en probeert een tijdspoort te openen, zodat de bommenwerpers het veldhospitaal niet kunnen bombarderen. Jerom grijpt de gasgranaat en stopt deze in de mond van Sebrecum. Suske ziet Wiske rennen, maar dan ontploffen de bommen. De vrienden zijn verslagen en Sebrecum wacht op massa's zielenleed. 
Dan verliest de demon plotseling kracht en dan blijkt dat professor Barabas een tijdspoort over het veldhospitaal heeft gemaakt en deze naar een andere plaats heeft geflitst. Suske vertelt dan dat Wiske de overruler nog droeg en dus niet weggeflitst kon worden. Wiske blijkt zich net voor het bombardement in de loop van een kanon verstopt te hebben en Heinrich bedankt de vrienden. Professor Barabas ziet dat deze tijdsreis veel heeft veranderd. Heinrich had bijna geen familie voordat ze naar het verleden gingen, maar ziet nu dat hij met Kate getrouwd is en dat het paar kinderen heeft gekregen. De conservator van het vliegtuigmuseum belt kwaad op, omdat het vliegtuig dat de vrienden gebruikt hebben is verwoest. De vrienden hopen dat het nooit weer oorlog wordt, maar Sebrecum wacht af op de oorlogsbegraafplaats.